# Kabayan
Kabayan ist eine philippinische Stadtgemeinde in der Provinz Benguet. Sie hat 15.260 Einwohner (Zensus 1. August 2015). Die Gemeinde grenzt an den Mount-Pulag-Nationalpark und liegt im Herzen der Cordillera Central.
Die Gemeinde ist ein Zentrum der "Ibaloi-Kultur", die durch ihre farbenfrohen Trachten und besonders durch die "Kabayan-Mumien" bekannt ist. In einem kleinen Museum in der Gemeinde werden Artefakte, Trachten und Beispiele für die "Kabayan-Mumien" ausgestellt.

## Baranggays
Kabayan ist politisch unterteilt in 13 Baranggays.
- Adaoay
- Anchokey
- Ballay
- Bashoy
- Batan
- Duacan
- Eddet
- Gusaran
- Kabayan Barrio
- Lusod
- Pacso
- Poblacion (Central)
- Tawangan

## Quelle
- Die Kabayan-Mumien auf World Monuments Fund